# Ernestina de Champourcín

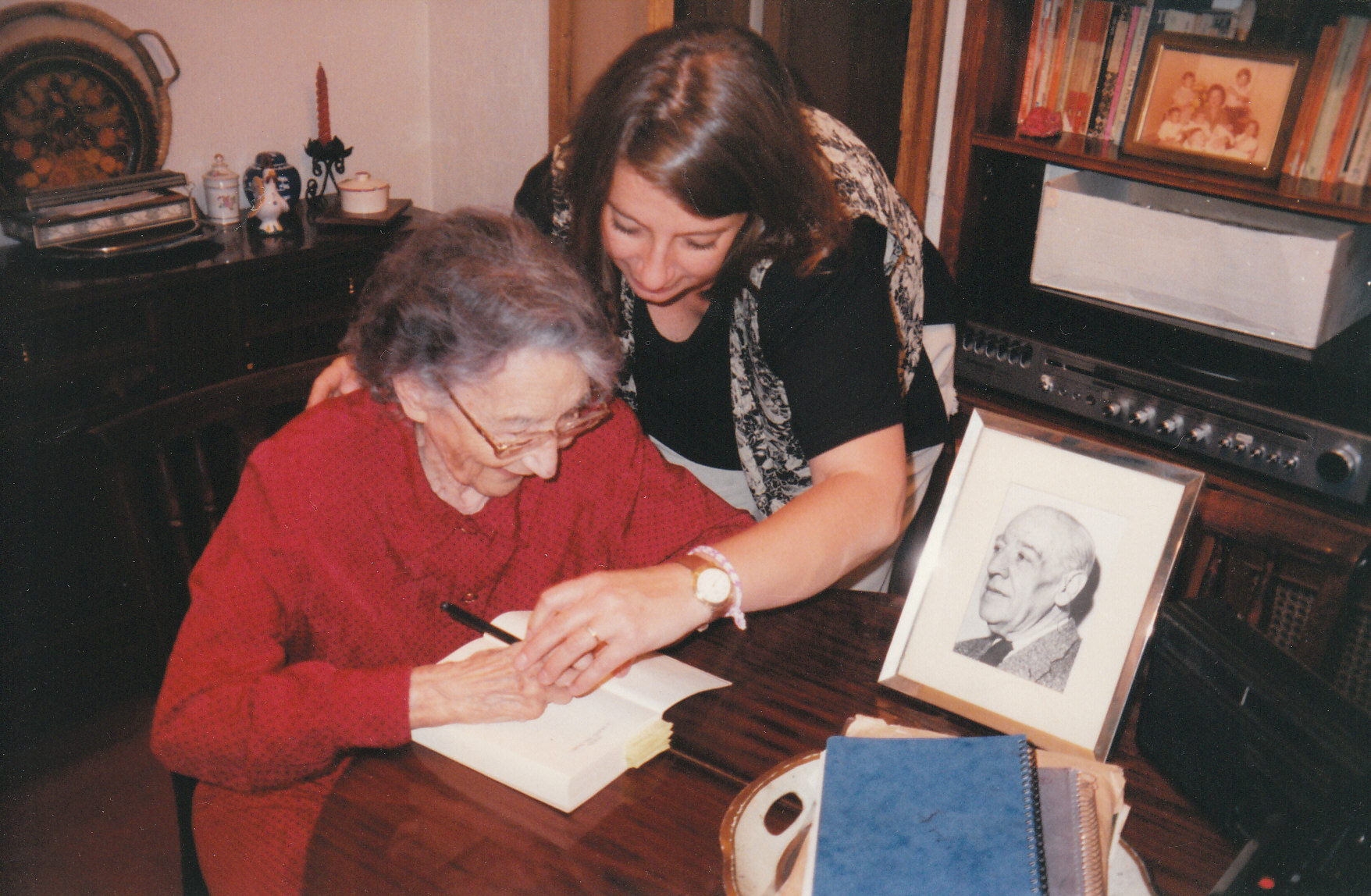
Ernestina de Champourcin bei einem Interview 1996

Ernestina Michels de Champourcin y Morán de Loredo (* 10. Juli 1905 in Vitoria-Gasteiz; † 27. März 1999 in Madrid) war eine spanische Dichterin der Generación del 27. Sie war eine der Frauen in der Bewegung Las Sinsombrero.

## Leben
Champourcin wurde in einer katholischen und traditionalistischen Familie geboren. Ihr Vater war der monarchistische Anwalt Antonio Michels de Champourcin y Tafarrell. Er trug den Titel „Baron de Champourcin“, wonach die Familie aus der Provence stammte. Die Mutter, Ernestina Morán de Loredo y Castellanos, wurde in Montevideo geboren und war die einzige Tochter eines Militärs asturischer Abstammung. Zusammen mit ihren Geschwistern erhielt Champourcin eine sorgfältige Erziehung in einem kultivierten und aristokratisch familiären Umfeld, zu der auch mehrere Sprachen gehörten.
Als sie etwa zehn Jahre alt war, zog sie die Familie nach Madrid, wo sie am Colegio del Sagrado Corazón eingeschrieben war und von Privatlehrern unterrichtet wurde; ihr Abitur legte sie am Instituto Cardenal Cisneros ab. Ihr Wunsch, an der Universität zu studieren, scheiterte unter anderem am Widerstand ihres Vaters, trotz der Unterstützung ihrer Mutter, die bereit war, sie zu den Vorlesungen zu begleiten, um die bestehende Regelung für minderjährige Frauen einzuhalten.
Ihre Französisch- und Englischkenntnisse und das familiäre Umfeld brachten sie schon früh mit der Weltliteratur und den kastilischen Mystikern wie dem Heiligen Johannes vom Kreuz oder der Heiligen Teresa von Ávila in Kontakt. Später las sie Ramón María del Valle-Inclán, Rubén Darío, Concha Espina, Amado Nervo und vor allem Juan Ramón Jiménez. Jiménez war von entscheidender Bedeutung für ihre Entwicklung als Dichterin, und sie betrachtete ihn immer als ihren Lehrmeister.
Wie bei den meisten Vertreterinnen ihrer Zeit handelt es sich bei den ersten Zeugnissen ihres dichterischen Schaffens um einzelne Gedichte, die ab 1923 in verschiedenen Zeitschriften der damaligen Zeit wie Manantial, Cartagena Ilustrada und La Libertad veröffentlicht wurden. 1926 gründeten María de Maeztu und Concha Méndez den Lyceum Club Femenino als Plattform für Frauen, wo soe sich in ihrem Einsatz für die kulturellen und sozialen Probleme ihrer Zeit unterstützen konnten. Dieses Projekt interessierte Champourcín, die sich daran beteiligte und die Verantwortung für alles, was mit Literatur zu tun hatte, übernahm.
Im selben Jahr veröffentlichte Champourcín ihr Werk En silencio und schickte Jiménez ein Exemplar, um dessen Urteil zu ihrem Erstlingswerk zu erfahren. Obwohl sie keine Antwort erhielt, kreuzte ihr Weg den des bewunderten Dichters und seiner Frau Zenobia Camprubí in La Granja de San Ildefonso. Aus dieser zufälligen Begegnung entwickelte sich eine Freundschaft, die dazu führte, dass sie ihn als ihren Mentor betrachtete, wie es auch bei den anderen Mitgliedern ihrer Generation der Fall war. So kam sie mit einigen Mitgliedern der Generación del 27 in Kontakt: Rafael Alberti, Federico García Lorca, Luis Cernuda, Jorge Guillén, Pedro Salinas und Vicente Aleixandre.
Ab 1927 veröffentlichte Champourcín Literaturkritiken in Zeitungen, insbesondere im Heraldo de Madrid und in La Época. In diesen vor dem Bürgerkrieg veröffentlichten Artikeln befasste sie sich mit Fragen der Generación del 27 wie dem Wesen der reinen Poesie und der Ästhetik der „neuen Poesie“. Sie veröffentlichte ihre ersten Bücher: En silencio (1926), Ahora (1928), La voz en el viento (1931), Cántico inútil (1936), die sie in der literarischen Welt von Madrid bekannt machten. In ihrem Werk lässt sich eine Entwicklung von einem anfänglichen Modernismus im Schatten von Juan Ramón Jiménez hin zu einer persönlicheren Poesie feststellen, die vom Thema der Liebe geprägt ist, die von einer reichen Sinnlichkeit umhüllt ist. Sie wurde von Gerardo Diego für seine Anthologie von 1934 ausgewählt, zusammen mit Josefina de la Torre als einzige Frau.
Mit der Dichterin Carmen Conde unterhielt sie einen intensiven Briefwechsel, der von Januar 1928 bis 1930 praktisch kontinuierlich war. Danach verringerte sich die Frequenz, aber die Korrespondenz dauerte bis in die 1980er Jahre an. Erhalten geblieben sind jedoch nur die Briefe von Champourcín an Conde.
1930, als sie wie andere Intellektuelle der Republik aktiv war, lernte sie im Lyceum Club Femenino Juan José Domenchina kennen, einen Dichter und persönlichen Sekretär von Manuel Azaña, den sie am 6. November 1936 heiratete.
Kurz vor dem Staatsstreich von 1936 veröffentlichte Champourcín ihren einzigen Roman, La casa de enfrente („Das Haus gegenüber“). Darüber hinaus gibt es nur Fragmente eines unvollendeten Romans, Mientras allí se muere („Dort stirbt er“), in dem sie ihre Erlebnisse als Krankenschwester während des Bürgerkriegs schildert. Die politischen Ereignisse verhinderten die weitere Verbreitung des Romans, in dem die Autorin anhand einer Erzählerin und Protagonistin die Erziehung, Bildung und Sozialisierung von bürgerlichen Mädchen in den ersten Jahrzehnten des 20. Jahrhunderts analysiert.
Während der ersten Zeit des Bürgerkriegs gründeten Jiménez und Camprubí eine Art Komitee mit dem Namen Protección de Menores („Schutz von Minderjährigen“), um verwaiste oder verlassene Kinder zu versorgen. Champourcín schloss sich diesem Komitee als Hilfskrankenschwester, verließ aber nach kurzer Zeit Dolores Azaña geleitete Krankenhaus wegen Problemen mit einigen Milizionären.
Die Arbeit ihres Mannes als politischer Sekretär von Azaña hatte zur Folge, dass das Ehepaar Madrid verlassen musste und über Valencia, Barcelona, Toulouse und Paris schließlich 1939 auf Einladung des mexikanischen Diplomaten und Schriftstellers Alfonso Reyes Ochoa nach Mexiko ins Exil ging.
Aus wirtschaftlichen Gründen konzentrierte sich Champourcín zunächst auf die Arbeit als Übersetzerin für den Fondo de Cultura Económica und als Dolmetscherin für die Asociación de Personal Técnico de Conferencias Internacionales.
Ihre Zeit in Mexiko war eine ihrer fruchtbarsten; sie veröffentlichte die Bücher Presencia a oscuras (1952), Cárcel de los sentidos (1960) und El nombre que me diste (1960). In den 1950er Jahren lernte sie das Opus Dei kennen und arbeitete bei sozialen Fördermaßnahmen mit; kurz darauf beantragte sie die Aufnahme in diese Einrichtung der Kirche.
Der Wechsel ins Exil war nicht einfach. Das Paar hatte keine Kinder und verkraftete die Trennung von den eigenen Wurzeln sehr unterschiedlich. Während Juan José Domenchina mit seinem neuen Leben im Exil nicht zurechtkam und 1959 starb, entwickelte sie starke Gefühle der Verbundenheit zu ihrer neuen „Heimat“. In dieser Zeit verstärkte sich die in ihrer Kindheit erlebte Religiosität und verlieh ihrem Werk eine bis dahin unbekannte Mystik. Er veröffentlichte Hai-kais espirituales (1967), Cartas cerradas (1968) und Poemas del ser y del estar (1972).
Im Jahr 1972 kehrte Champourcín nach Spanien zurück. Die Rückkehr war nicht einfach und sie musste eine neue Phase der Anpassung an ihr eigenes Land durchleben, eine Erfahrung, die Gefühle hervorrief, die sie in Werken wie Primer exilio (1978) reflektierte. Gefühle der Einsamkeit und des Alters und eine Invasion von Erinnerungen an die Orte, an denen sie gewesen war, und an die Menschen, mit denen sie gelebt hatte, durchfluteten jede ihrer nachfolgenden Gedichtsammlungen: La pared transparente (1984), Huyeron todas las islas (1988), Los encuentros frustrados (1991), Del vacío y sus dones (1993) und Presencia del pasado (1996).
Unter dem Titel La ardilla y la rosa (Juan Ramón en mi memoria) erschien 1981 eine von Champourcín kommentierte Auswahl ihrer Korrespondenz mit Zenobia Camprubí, die vom Verlag der Stiftung Zenobia-Juan Ramón Jiménez unter dem Titel Los libros de Fausto veröffentlicht wurde.
Champourcín erhielt 1989 den Euskadi-Literaturpreis für Spanisch in der Kategorie Lyrik und 1991 den Preis der Federación de Mujeres Progresistas für Einsatz für die Gleichstellung. 1992 wurde sie für den Prinzessin-von-Asturien-Preis nominiert und 1997 verlieh ihr die Stadt Madrid die Verdienstmedaille für künstlerische Leistungen.
Sie starb 1999 in Madrid. Ihr persönliches Archiv befindet sich im Archivo General der Universität Navarra.

## Werk
Die Poesie von Ernestina de Champourcín ist melodiös – tief und leicht, sanft und kraftvoll. Ernestinas Verse sind leicht und angenehm zu lesen, und sie versteht es, in ihnen die Tiefe ihrer Seele auszudrücken. Dadurch unterscheidet sich ihre Thematik sehr von der einiger ihrer Zeitgenossen.
Einige ihrer Werke erinnern an die Poesie der großen spanischen Mystiker, die Heilige Teresa und der Heilige Johannes vom Kreuz, sowie das Werk von Juan Ramón Jiménez. Tatsächlich verwendet sie in Presencia a oscuras (1952) Sonette, Décimas, Romanzen und andere traditionelle Versmaße der Barockdichtung.
Wenn man von Champourcin als Dichterin der Generación del 27 spricht, konzentriert man sich in der Regel auf ihr Vorkriegswerk. Dies verleitet dazu, den radikalen Wandel zu betonen, den die Autorin während ihres Exils vollzog und der sie zur religiösen Poesie führte. Ihr letztes Gedicht, das sie nach ihrer Rückkehr nach Spanien schrieb und das in der Kritik zu den besten ihres Werks gezählt wird, verweist mehr auf eine Kontinuität des Schaffens, da es Rückschau und Erinnerung miteinander verbindet und gleichzeitig in die Zukunft blickt, mit der Klarheit und dem Mut einer Person, die dem Tod entgegengeht.
Champourcíns Werk lässt sich besser in drei Phasen unterteilen. Die erste Phase, die man unter „Poesie der menschlichen Liebe“ zusammenfassen kann, umfasst die vier Bücher, die vor dem Bürgerkrieg veröffentlicht wurden: von En silencio (1926) bis Cántico inútil (1936), in denen sich die Autorin von etwas, das man als spätromantische und modernistische Ursprünge bezeichnen könnte, zu einer „reinen Poesie“ entwickelt, die der von Jiménez sehr nahe kommt.
Die zweite Phase ist die im mexikanischen Exil (1936–1974), charakterisierbar als „Poesie der göttlichen Liebe“. Sie beginnt nach den Jahren, die aufgrund der wirtschaftlichen Lage mit Übersetzungsarbeiten gefüllt waren, 1952 mit Presencia a oscuras. Die Protagonistin von Werken wie El nombre que me diste… (1960), Cárcel (1964), Hai-kais espirituales (1967), Cartas cerradas (1968) und Poemas del ser y del estar (1972) hat eine tiefe religiöse Unruhe.
Die letzte Phase nach der Rückkehr aus dem Exil, „Poesie der gefühlten Liebe“ (1974–1991) benennbar, beginnt mit dem Wiedersehen von Orten und Wiedererleben von vergangenen Zeiten. Die letzten Bücher, wie Huyeron todas las islas (1988), sind schließlich eine Rekapitulation und ein Epilog einer Poesie, die zugleich intim und transzendent ist.

## Einordnung
Champourcín bemühte sich Zeit ihres Wirkens um die Anerkennung des Wertes der Frau in der kulturellen und intellektuellen Welt, insoweit wird sie als Feministin verstanden, so von José Ángel Ascunce, der dies zum Beispiel in ihrem Buch Poesía a través del tiempo widergespiegelt sieht. Champourcín selbst bestritt in einem Interview 1997 kategorisch, dass sie als Feministin im allgemeinen Sinne bezeichnet werden kann. Sie betrachtete sich lediglich als Dichterin.
Champourcín veröffentlichte ihre Gedichte vorzugsweise in Zeitungen, deren Kategorien nicht nur für Frauen vorgesehen waren, und sie war furchtlos, auch Gedichte männlicher Kollegen zu rezensieren. Das Frauenbild ihrer Gedichte zeichnet Frauen, die aktiv sind, die die Initiative ergreifen, die sich nicht unterkriegen lassen und die versuchen, ihr Leben zu meistern.
Passend zu dieser Einschätzung ist ihre Mitarbeit im Lyceum Club Femenino ab 1926. Während ihrer Zeit im mexikanischen Exil förderte sie kulturelle und erzieherische Aktivitäten unter den indigenen Frauen. Sie ermutigte die Mexikanerinnen, eigene Vereine und Literaturzeitschriften zu gründen.
Die Intimität ihres Werks und das mit der Zeit wachsende Gewicht der religiösen Poesie führten dazu, dass weder ihr großes soziales Engagement, noch ihr Einsatz für die republikanische Sache, noch ihre Aktivitäten für die Anerkennung der Rechte der Frauen auf Gleichbehandlung mit ihren männlichen Kollegen berücksichtigt wurden. In der Hinwendung zu einer tieferen Religiosität sahen einige Autoren darin einen Rückschritt gegenüber den Idealen sahen, für die sie bis dahin gekämpft hatte.
Champourcín wurde, ähnlich wie Ortega y Gasset, ein Opfer ihres konsequenten „dritten Wegs“: Sie stand weder eindeutig rechts noch links, war progressiv wie konservativ und sie bestand sowohl auf der Unabhängigkeit ihres Urteils und wie dem gleichzeitigen Wunsch, nicht typisiert, kategorisiert und verdinglicht zu werden.

## Werkliste
Poesie
- En silencio. Espasa-Calpe, Madrid 1926.
- Ahora.Imprenta Brass, Madrid 1928.
- La voz en el viento. Compañía Ibero-Americana de Publicaciones, Madrid 1931.
- Cántico inútil. Aguilar, Madrid 1936.
- Presencia a oscuras. Rialp, Madrid 1952.
- El nombre que me diste… Finisterre, Mexiko-Stadt 1960.
- Cárcel de los sentidos. Finisterre, Mexiko-Stadt 1964.
- Hai-kais espirituales. Finisterre, Mexiko-Stadt 1967.
- Cartas cerradas. Finisterre, Mexiko-Stadt 1968.
- Poemas del ser y del estar. Alfaguara, Madrid 1972.
- Primer exilio. Rialp, Madrid 1978.
- Poemillas navideños. Mexiko-Stadt 1983.
- La pared transparente. Los Libros de Fausto, Madrid 1984.
- Huyeron todas las islas. Caballo Griego para la Poesía, Madrid 1988.
- Antología poética, Vorwort von Luzmaría Jiménez Faro. Torremozas, Madrid 1988.
- Ernestina de Champourcín. Centro Cultural de la Generación del 27, Málaga 1991.
- Los encuentros frustrados. El Manatí Dorado, Málaga 1991.
- Poesía a través del tiempo. Anthropos, Barcelona 1991.
- Del vacío y sus dones. Torremozas, Madrid 1993.
- Presencia del pasado (1994–1995) . Poesía circulante, Band 7, Málaga 1996.
- Cántico inútil, Cartas cerradas, Primer exilio, Huyeron todas las islas. Centro Cultural de la Generación del 27, Málaga 1997.
- Nach ihrem Tod edierte Sammlungen:
  - Poemas de exilio, de soledad y de oración. Encuentro, Madrid 2004, ISBN 978-84-7490-742-1.
  - Poesía esencial (= Colección Obra Fundamental). Fundación Banco Santander, Madrid 2008, OCLC 605323401.
  - Cántico inútil. Hrsg.: Milagros Arizmendi. Torremozas, Madrid 2022, ISBN 978-84-7839-876-8.

Erzählungen und anderes
- La casa de enfrente seguido de dos capítulos de la novela Mientras allí se muere Cántico inútil. Hrsg.: Carmen Urioste-Azcorra. Renacimiento Biblioteca de Rescate, Madrid 2014, ISBN 978-84-8472-833-7 (Erstausgabe:  1936).
- María de Magdala. Hrsg.: Carmen Urioste-Azcorra. Aracne editrice, Ariccia 2015, ISBN 978-88-548-7767-2 (Erstausgabe:  1943).
- mit Carmen Conde: Epistolario. Hrsg.: Rosa Fernández Urtasun. Castalia, Madrid 2007, ISBN 978-84-9740-235-4.
- Für ihre zahlreichen Übersetzungen aus dem Englischen und Französischen siehe die Aufstellung bei Julio-César Santoyo.[15]

## Weitere Literatur
- Rosa Fernández Urtasun und José Ángel Ascunce (Hrsg.): Ernestina de Champourcin: mujer y cultura en el siglo XX. Biblioteca Nueva, Madrid 2006, ISBN 84-9742-601-0.
- Joy Landeira: Ernestina de Champourcin: Vida y literatura. Sociedad de cultura Valle-Inclan, Ferrol 2005, ISBN 978-84-95289-55-1.
- Joy Landeira: Una rosa para Ernestina: Ensayos en conmemoración del centenario de Ernestina de Champourcin. Sociedad de cultura Valle-Inclan, Ferrol 2006, ISBN 978-84-95289-73-5.
- María Cristina C. Mabrey: Ernestina de Champourcin, poeta de la Generación del 27 en la oculta senda de la tradición poética femenina. Torremozas, Madrid 2007, ISBN 978-84-7839-396-1.